# Holzwissenschaft

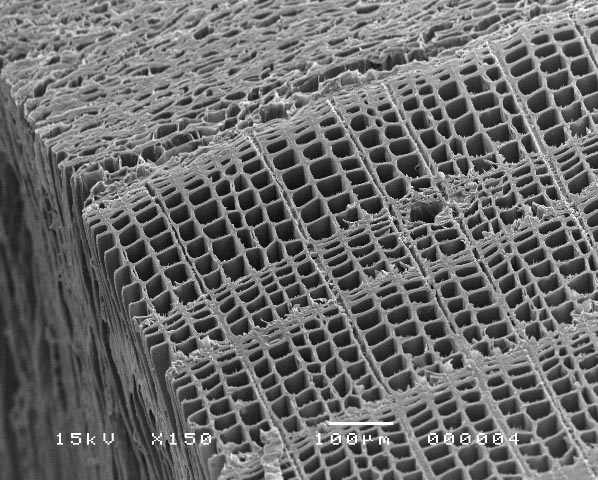
Fichtenholz (Picea abies) im Rasterelektronenmikroskop

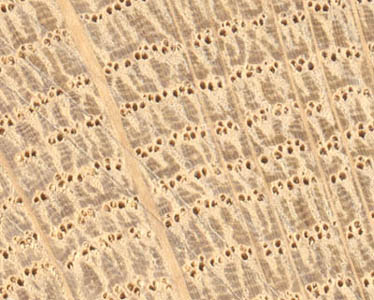
Eichenholz (Quercus robur) mit charakteristischen Gefäßreihen

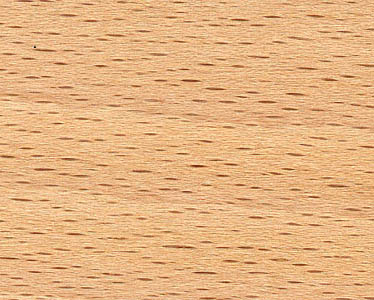
Buchenholz (Fagus sylvatica) mit Strahlen in tangentialer Richtung

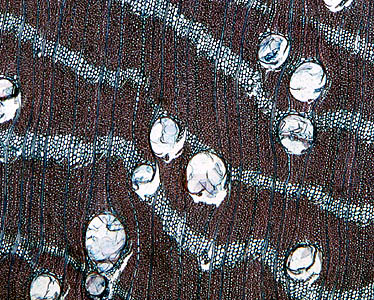
Gewöhnlicher Feigenbaum (Ficus sycomorus) Xylem mit axial gebänderten Parenchymzellen in der Lichtmikroskopie

Holzwissenschaft ist eine wissenschaftliche Disziplin, die hauptsächlich Elemente im Zusammenhang mit der Bildung, Zusammensetzung sowie Makro- und Mikrostruktur von Holz untersucht und erforscht. Sie befasst sich auch mit den biologischen, chemischen, physikalischen und mechanischen Eigenschaften von Holz, als natürliches lignozelluläres Material.
Ein tiefes Verständnis von Holz spielt eine entscheidende Rolle in verschiedenen Unternehmungen wie der Holzverarbeitung, der Herstellung von holzbasierten Materialien wie Spanplatte, Faserplatte, Oriented strand board, Sperrholz und anderen Materialien sowie der Nutzung von Holz und holzbasierten Materialien im Bauwesen und einer Vielzahl von Produkten, einschließlich Zellstoff, Möbel, Ingenieurholzprodukte wie Leimholz, Sperrholz, LVL, PSL, sowie Pelletbrennstoff, Briketts und zahlreichen anderen Produkten.

## Geschichte
Umfassende Untersuchungen im Bereich der Holzwissenschaften entstanden zu Beginn des 20. Jahrhunderts. Der Aufschwung zeitgenössischer Holzforschung begann 1910 mit der Gründung des Forest Products Laboratory (FPL) in Madison, Wisconsin, USA. Das Forest Products Laboratory spielte eine grundlegende Rolle in der Holzwissenschaft und lieferte wissenschaftliche Forschung zu Holz und Holzprodukten in Zusammenarbeit mit Hochschulen, Industrie, lokalen und anderen Einrichtungen in Nord- und Südamerika sowie weltweit.
In den folgenden Jahren entstanden viele Holzforschungsinstitute in nahezu allen industrialisierten Nationen. Eine allgemeine Übersicht über diese Institute und Labore ist unten dargestellt:
- 1913: Institut für Holz- und Zellstoffchemie Eberswalde, Deutschland
- 1913: Forest Products Laboratory Montreal, Kanada
- 1918: Forest Products Laboratory Vancouver, Kanada
- 1919: Forest Products Laboratory Melbourne, Australien
- 1923: Forest Products Research Laboratory, Princes Risborough, Großbritannien
- 1929: Institut für Holzwissenschaft und Technologie, Leningrad, St. Petersburg, UdSSR
- 1933: Centre Technique du Bois, Paris, Frankreich
- 1942: Labor für Holztechnologie Helsinki, Finnland
- 1943: Holzabteilung der Schweizerischen Materialprüfungs- und Forschungsanstalten (heute Eidgenössische Materialprüfungs- und Forschungsanstalt), Schweiz
- 1944: Schwedisches Institut für Forstprodukteforschung, ehemals TRÄTEK (heute Forschungsinstitute Schwedens), Schweden
- 1946: Lettische Akademie der Wissenschaften, Institut für Holzchemie, Lettland
- 1946: Institut für Holzforschung, iVTH (heute Fraunhofer-Institut für Holzforschung), Deutschland
- 1947: Staatsinstitut für Holzforschung Bratislava, Slowakei
- 1947: Forest Research Institute – Rotorua (heute Scion, Neuseeland)
- 1948: Österreichisches Holzforschungsinstitut Wien (heute Holzforschung Austria), Österreich
- 1950: Bundesinstitut für Forst- und Holzforschung (heute Johann Heinrich von Thünen Institut), Deutschland
- 1952: Institut für Holztechnologie und Fasern (heute Institut für Holztechnologie Dresden), Deutschland
- 1952: Institut für Holzforschung und Holztechnologie (heute Holzforschung München), Deutschland
- 1954: Fakultät für Holztechnologie, Universität Poznan (heute Fakultät für Forst- und Holztechnologie Poznan), Polen

Ab den 1960er Jahren setzte sich die Gründung von Forschungsinstituten im Bereich der Holzwissenschaften an vielen Universitäten sowie Fachhochschulen und Technischen Universitäten fort. Heute repräsentiert Internationale Akademie der Holzwissenschaften (IAWS) eine anerkannte und gemeinnützige Versammlung von Holzwissenschaftlern, weltweit den wissenschaftlichen Bereich der Holzwissenschaft und seiner damit verbundenen technologischen Bereiche.

## Unterbereiche

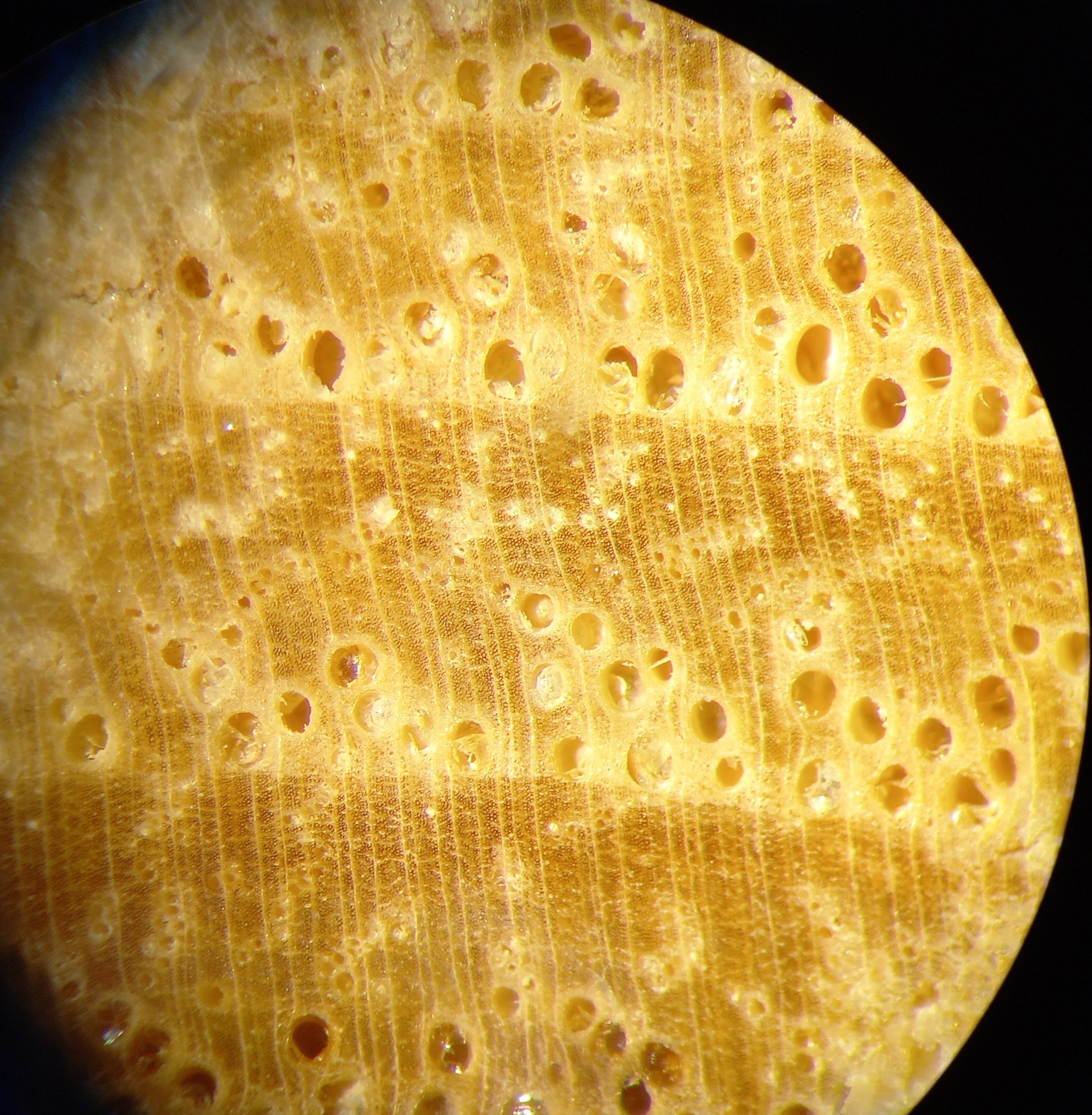
In der Holzbiologie werden verschiedene Holzzellen und -elemente unter dem Mikroskop untersucht

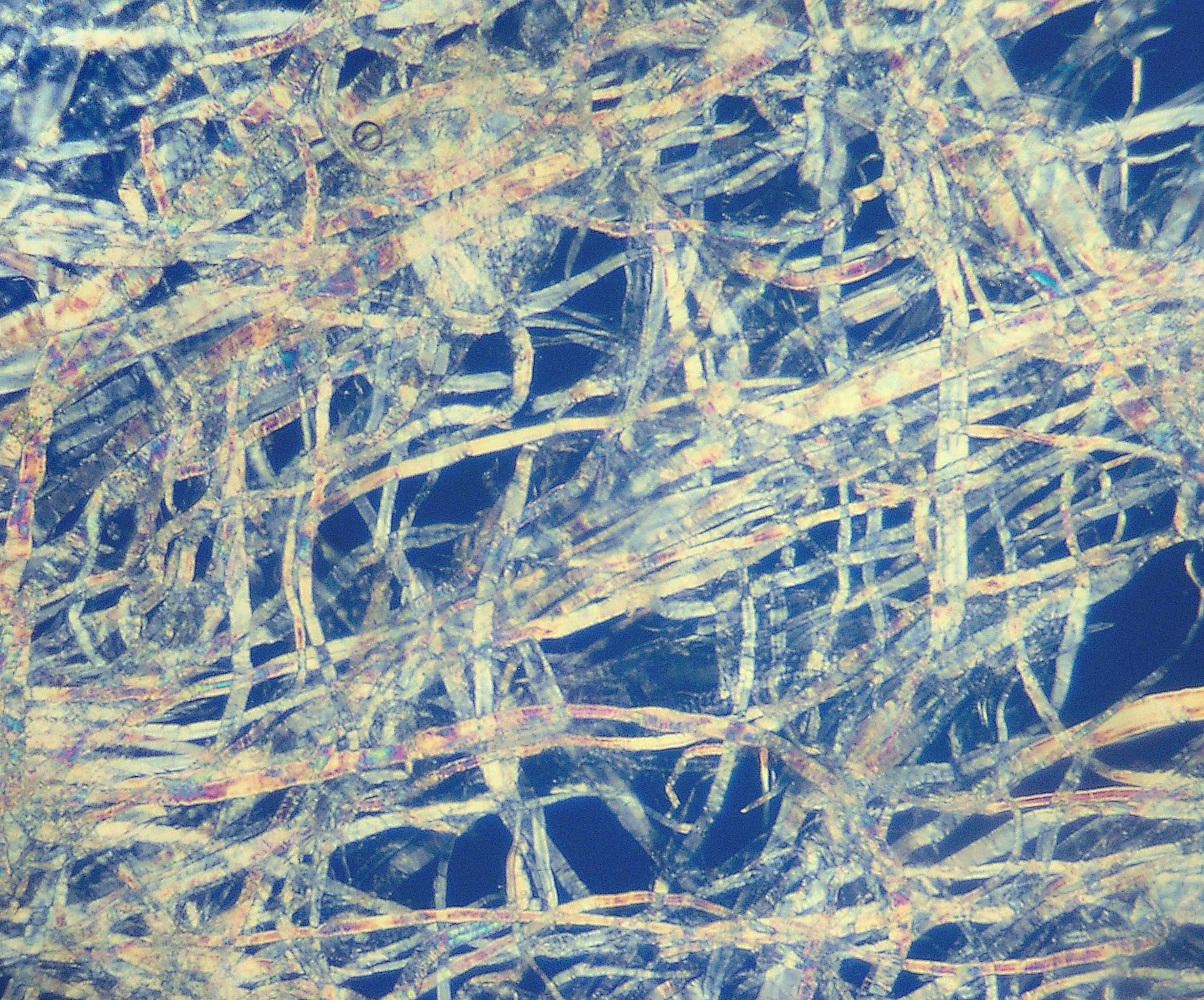
In der Holzchemie wird ein typisches Produkt, Zellstoff, durch den Kraft-Prozess hergestellt

Das Feld der Holzwissenschaft kann in drei unterschiedliche Unterbereiche kategorisiert werden, darunter:
- Holzbiologie, ein Teilgebiet der Holzwissenschaft, das sich auf die Bildung, Struktur und Zusammensetzung von Holzgeweben konzentriert. Es umfasst Untersuchungen auf makroskopischer, mikroskopischer und molekularer Ebene. Dieses Teilgebiet umfasst auch die Holzanatomie, die die (makroskopische – mikroskopische) Identifizierung verschiedener Holzarten umfasst.[10]
- Holzchemie, deren Hauptaugenmerk auf der Analyse der chemischen Bestandteile von Holz liegt, insbesondere Cellulose, Lignin, Hemicellulosen und Extraktstoffe sowie auf verschiedenen Produkten, die aus diesen Komponenten abgeleitet sind. Es erforscht auch potenzielle Anwendungen für die Zellstoff- und Papierproduktion, die Nutzung von Holz und Holzabfällen, die Erzeugung von Energie und Chemikalien aus Nebenprodukten der Zellstoffherstellung sowie die Umwandlung von Biomasse.
- Holzphysik, die eine wesentliche Komponente des Bereichs der Holzwissenschaft darstellt und auf Entdeckungen in der Holzchemie, der Holzanatomie (Xylem) und Biologie aufbaut, sowie auf Prinzipien aus der klassischen Physik, Mechanik und Festigkeitslehre von Materialien.[11] Die Holzphysik umfasst kritische Forschungsbereiche, darunter: a) Untersuchung des Holzverhaltens in Bezug auf Feuchtigkeit, was grundlegende Aspekte der Feuchtigkeitsaufnahme, Quellung und Schwindung beinhaltet, b) Untersuchung des Einflusses von Temperatur auf die Holzeigenschaften, einschließlich Wärmeleitung und Wärmespeicherung, und c) Bewertung der mechanischen, rheologischen und akustischen Eigenschaften und Qualitäten von Holz und holzbasierten Produkten.

## Wissenschaftliche Zeitschriften
Hier sind einige der bedeutenden wissenschaftlichen Zeitschriften im Bereich der Holzwissenschaft und Holztechnologie:
- Holzforschung[13]
- European Journal of Wood and Wood Products[14]
- Wood Science and Technology[15]
- Wood Material Science and Engineering[16]
- Cellulose[17]
- Mokuzai Gakkaishi[18]
- Journal of Wood Science[19]
- BioResources[20]
- IAWA Journal[21]
- Maderas: Ciencia y Tecnología[22]
- Holzforschung[23]
- Journal of Wood Chemistry & Technology[24]
- Forest Products Journal[25][26]
- Wood and Fiber Science[27]
- International Wood Products Journal[28]
- Drvna Industrija (Holzindustrie)[29]
- Drewno[30]
- Iranian Journal of Wood and Paper Industries[31]

## Weiterführende Literatur
- Peter Niemz, Alfred Teischinger, Dick Sandberg (2023). Springer Handbuch der Holzwissenschaft und -technologie, Springer 2023, ISBN 978-3-030-81314-7.[2]
- George Tsoumis (2009). Wissenschaft und Technologie des Holzes – Struktur, Eigenschaften, Nutzung. Verlagshaus Kessel, ISBN 978-3-941300-22-4.[32]
- Callum A.S. Hill (2006): Holzmodifikation: Chemische, thermische und andere Prozesse. Wiley 2006, ISBN 0-470-02172-1.[33]
- Franz F.P. Kollmann, Edward W. Kuenzi, Alfred J. Stamm (1975). Prinzipien der Holzwissenschaft und -technologie II., Springer 1975, ISBN 978-3-642-87933-3.[34]

## Beispiele zu grundlegenden Prinzipien der Holzwissenschaften

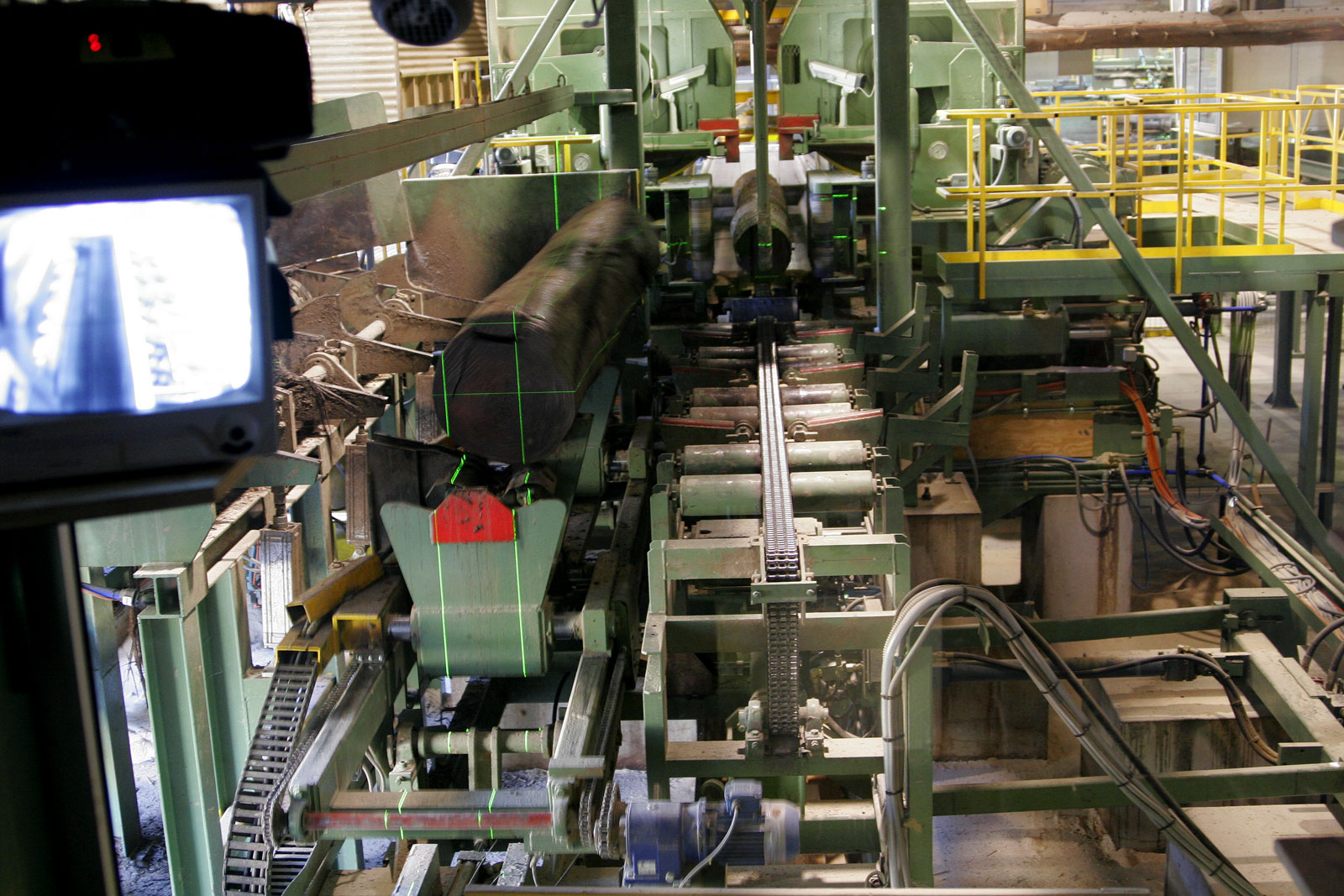
In einem modernen Sägewerk, das mit lasergeführter Technologie ausgestattet ist, beginnt nach der Holzernte alles mit dem Einschnitt von Rundholz.
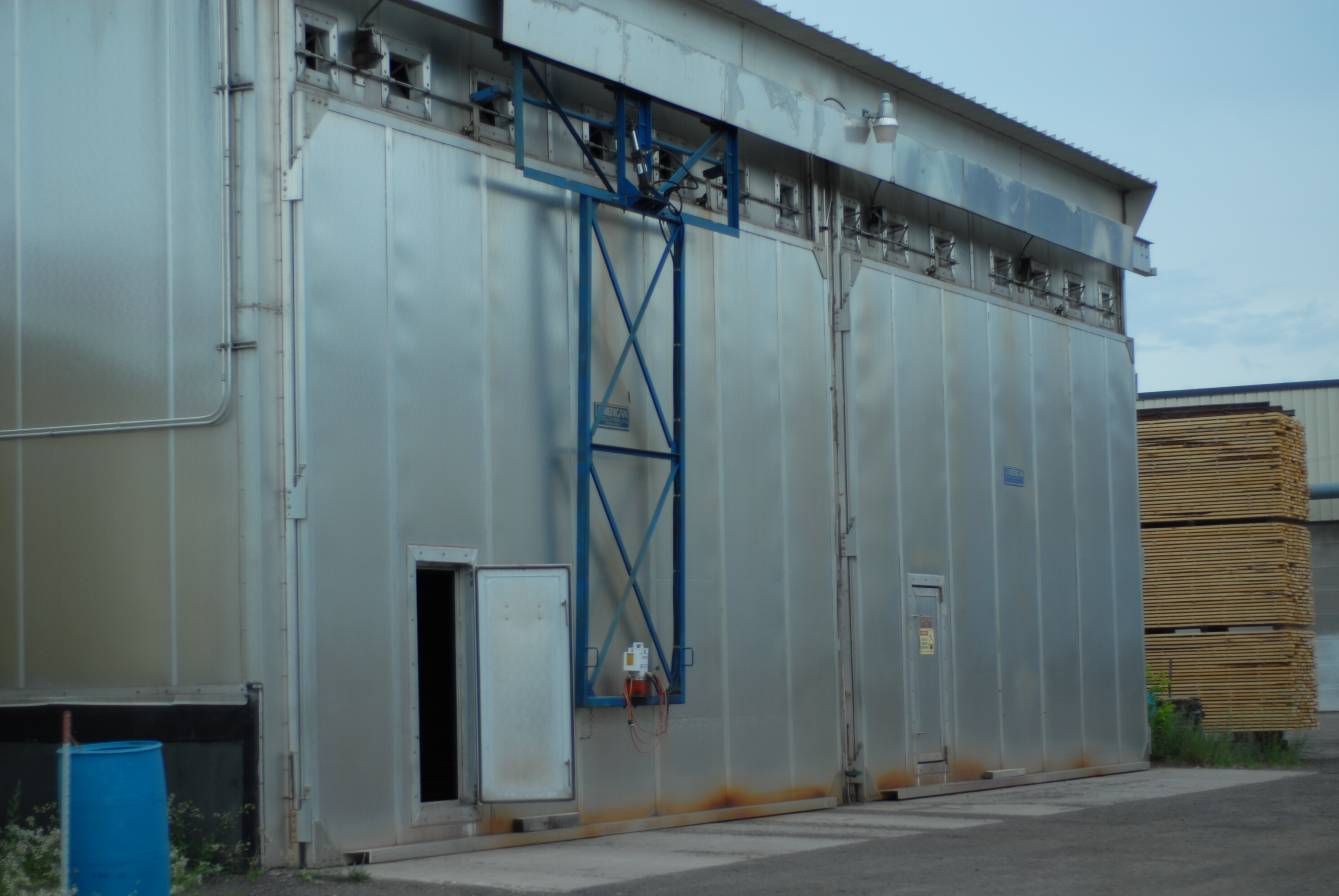
Ein Kammerofentrockner wird üblicherweise bei der Trocknung von frischem Holz eingesetzt und verwendet dabei ein Verfahren, das auf grundlegenden physikalischen Prinzipien beruht.
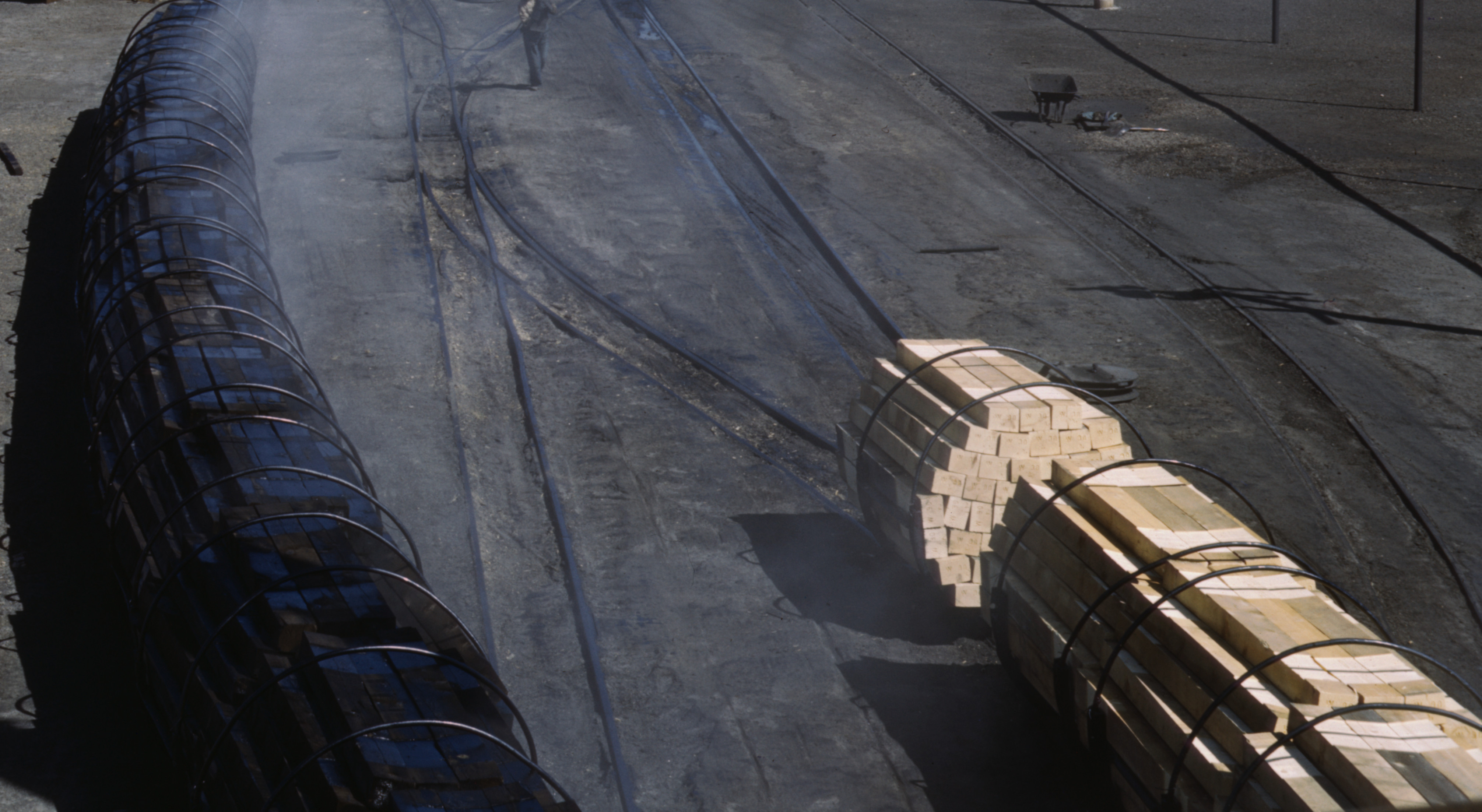
Eisenbahnschwellen aus Holz, die vollständig durch einen Prozess mit Kreosot imprägniert sind, welcher eine gängige Methode zur Holzerhaltung ist.
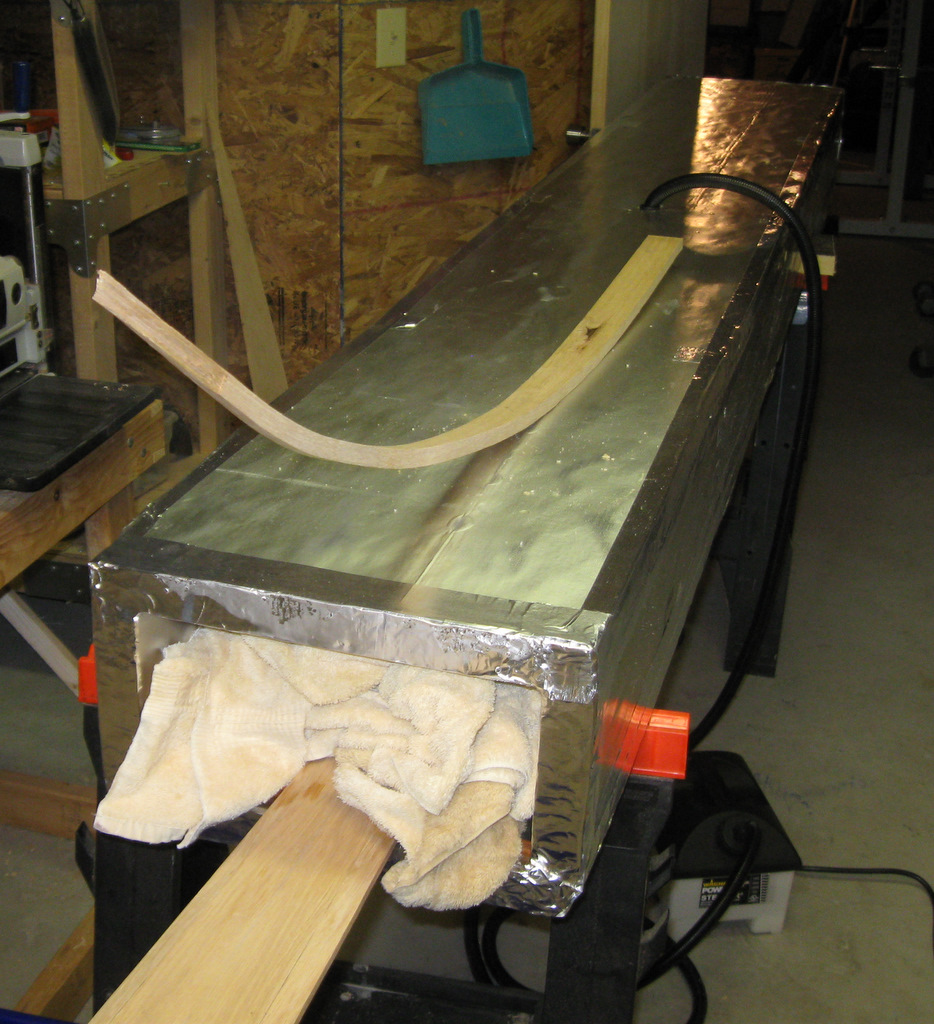
Die Dampfbiegetechnik ist eine Holzbearbeitungstechnik, bei der Holz Dampf ausgesetzt wird und sein grundlegendes Polymer, das Lignin, erweicht wird
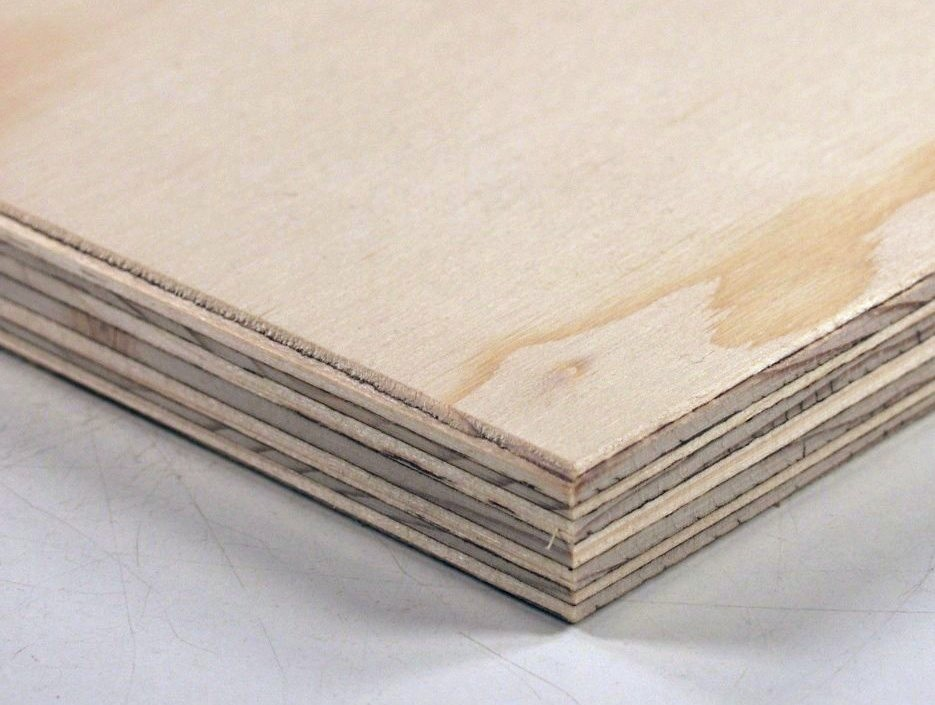
Sperrholz, eine Holzplatte, die in der Regel mit formaldehydbasierten Harzen wie Harnstoff-Formaldehyd und Phenol-Formaldehyd verleimt ist, wird weitreichend für Innen- und Außenanwendungen genutzt.
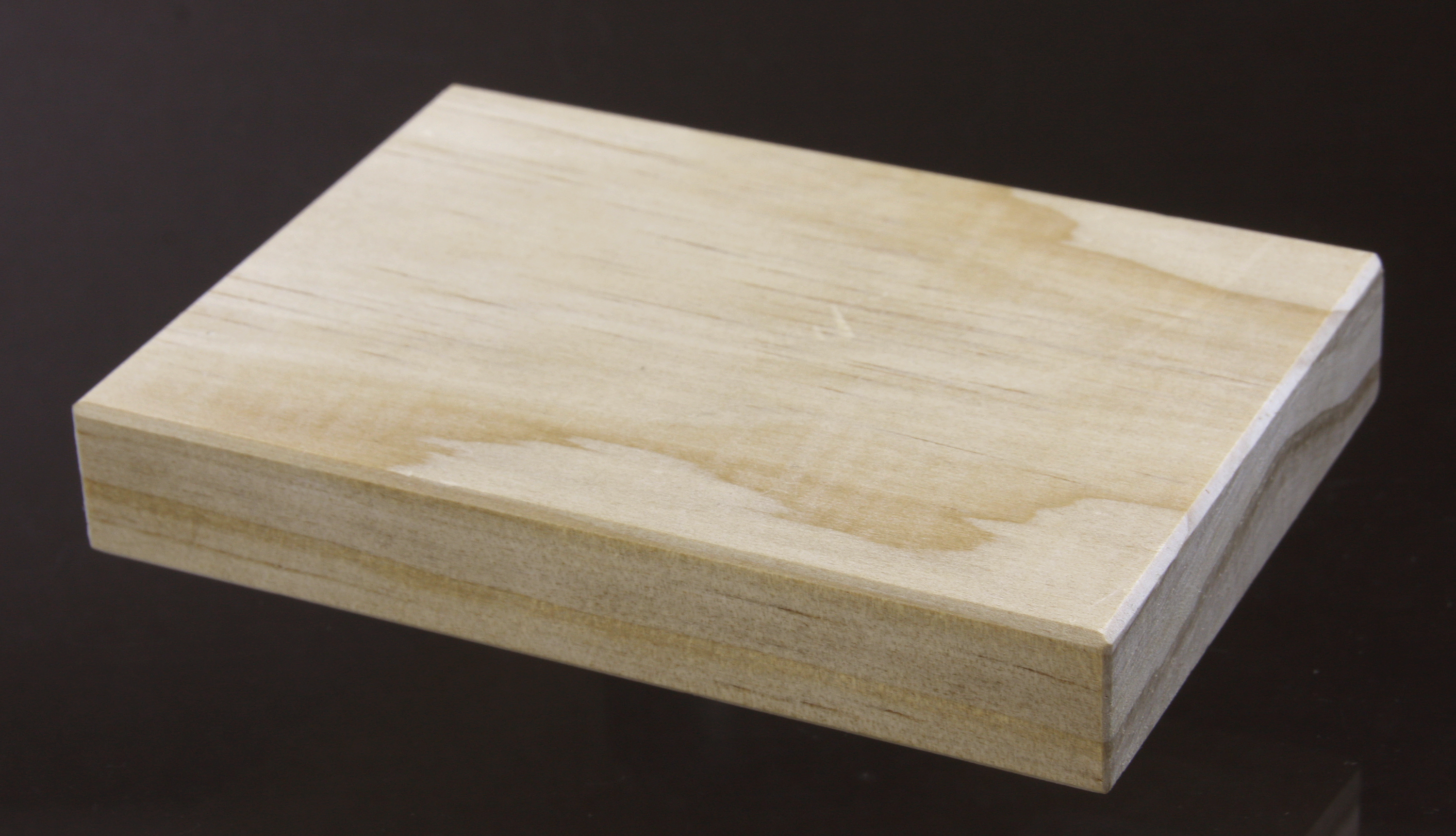
Acetyliertes Holz (Accoya), das durch die Acetylierungsreaktion von Holz und Essigsäureanhydrid entsteht, ist eine neuartige Entwicklung nach jahrzehntelanger Forschung.

## Belege
1. ↑  Profile. In: Google Scholar. Abgerufen am 9. November 2023.
2. 1 2 3  Springer Handbooks. Springer International Publishing, Cham 2023, ISBN 978-3-03081314-7, Springer Handbook of Wood Science and Technology, S. 102–119, doi:10.1007/978-3-030-81315-4 (englisch).
3. ↑  Carsten Mai, Uwe Schmitt, Peter Niemz: A brief overview on the development of wood research. In: Holzforschung. 76. Jahrgang, Nr. 2. Walter de Gruyter GmbH, 31. Dezember 2021, ISSN 0018-3830, S. 102–119, doi:10.1515/hf-2021-0155 (englisch).
4. ↑  Forest Products Laboratory. In: US Forest Service Research and Development. 12. Oktober 2023, abgerufen am 20. Oktober 2023 (englisch).
5. ↑  J. N. Köstler, F. Kollmann, V. v. Massov: Denkschrift zur Lage der Forstwirtschaft und Holzforschung. Steiner, Wiesbaden 1960, S. 2–3.
6. ↑  Carsten Mai, Uwe Schmitt, Peter Niemz: A brief overview on the development of wood research. In: Holzforschung. 76. Jahrgang, Nr. 2. Walter de Gruyter GmbH, 31. Dezember 2021, ISSN 0018-3830, S. 102, doi:10.1515/hf-2021-0155 (englisch).
7. ↑  Walter Sonderegger, Peter Niemz: Physik des Holzes und der Holzwerkstoffe. Carl Hanser, 2021, S. 27–35, doi:10.3139/9783446445468.002.
8. ↑  The International Academy of Wood Science. In: The International Academy of Wood Science. 14. November 2012, abgerufen am 19. Oktober 2023 (englisch).
9. ↑  International Academy of Wood Science UIA Yearbook Profile. 2. Juni 1966, abgerufen am 19. Oktober 2023 (englisch).
10. ↑  Welcome. In: Inside Wood. 27. März 2010, abgerufen am 16. Oktober 2023 (englisch).
11. ↑  Holzhandbuch – Holz als Werkstoff in der Ingenieurwissenschaft. (= Gen. Tech. Rep. FPL–GTR–113.). Forstprodukte-Laboratorium., Madison, WI: US-Landwirtschaftsministerium, Forstdienst, Forstprodukte-Laboratorium. 1999, S. 463 (englisch, conradfp.com [PDF]).
12. ↑  Holzwissenschaft & Technologie. In: Google Scholar Metrics. Abgerufen am 16. Oktober 2023.
13. ↑  Holzforschung. In: De Gruyter. Abgerufen am 16. Oktober 2023.
14. ↑  European Journal of Wood and Wood Products. In: Springer. 13. Oktober 2023, abgerufen am 16. Oktober 2023 (englisch).
15. ↑  Holzwissenschaft und Technologie (Zeitschrift der Internationalen Akademie der Holzwissenschaft). In: Springer. 11. Oktober 2023, abgerufen am 16. Oktober 2023 (englisch).
16. ↑  Holzmaterialwissenschaft & Technik. In: Taylor & Francis. 9. Oktober 2023, abgerufen am 16. Oktober 2023 (englisch).
17. ↑  Cellulose. In: Springer. 19. Oktober 2023, abgerufen am 21. Oktober 2023 (englisch).
18. ↑  jwrs.org Auf Japanisch, Holzwissenschaft und -technologie, Japanische wissenschaftliche Zeitschrift für Holzwissenschaft (Japan Wood Research Society)
19. ↑  Journal of Wood Science. In: SpringerOpen. 19. September 2023, abgerufen am 16. Oktober 2023 (englisch).
20. ↑  BioResources. In: BioResources. 21. Oktober 2023, abgerufen am 21. Oktober 2023 (englisch).
21. ↑  IAWA Journal. In: Brill. 1. Juli 2017, abgerufen am 21. Oktober 2023 (englisch).
22. ↑  Home Page. In: Maderas. Ciencia y tecnología. 6. Januar 1990, abgerufen am 16. Oktober 2023 (spanisch).
23. ↑  Holzforschung – Slowakisches Institut für Forschung in Forstprodukten. In: Holzforschung.sk. 21. Oktober 2023, abgerufen am 21. Oktober 2023.
24. ↑  Journal of Wood Chemistry and Technology. In: Taylor & Francis. 4. Oktober 2023, abgerufen am 21. Oktober 2023 (englisch).
25. ↑  Forest Products Journal – Forest Product Society. (englisch).
26. ↑  Forest Products Journal. In: meridian.allenpress.com. Abgerufen am 16. Oktober 2023 (englisch).
27. ↑  Jeffrey Morrell: Holz und Faserwissenschaft. In: Holz und Faserwissenschaft. 16. August 2023, abgerufen am 16. Oktober 2023.
28. ↑  Internationale Zeitschrift für Holzprodukte. In: Taylor & Francis. 21. August 2023, abgerufen am 26. Oktober 2023.
29. ↑  Wissenschaftliche Zeitschrift für Holztechnologie. In: DRVNA INDUSTRIJA. Abgerufen am 26. Oktober 2023.
30. ↑  drewno-wood.pl Drewno (Holz), Polnische wissenschaftliche Zeitschrift für Holz (Poznan Institute of Technology)
31. ↑  Iranian Journal of Wood and Paper Industries. In: Iranian Journal of Wood and Paper Industries. 11. September 2022, abgerufen am 26. Oktober 2023 (englisch).
32. ↑  Wissenschaft und Technologie des Holzes – Struktur, Eigenschaften, Nutzung (Tsoumis, G.) – Verlag Kessel. In: Verlag Kessel – Wir machen Bücher. Abgerufen am 27. Oktober 2023.
33. ↑  Callum A. S. Hill: Holzmodifikation. Wiley, 2006, ISBN 978-0-470-02172-9, doi:10.1002/0470021748.
34. ↑  Franz F. P. Kollmann, Edward W. Kuenzi, Alfred J. Stamm: Prinzipien der Holzwissenschaft und -technologie. Springer, Berlin, Heidelberg 1975, ISBN 978-3-642-87933-3, doi:10.1007/978-3-642-87931-9.